# Bijgebouw Huize Canton

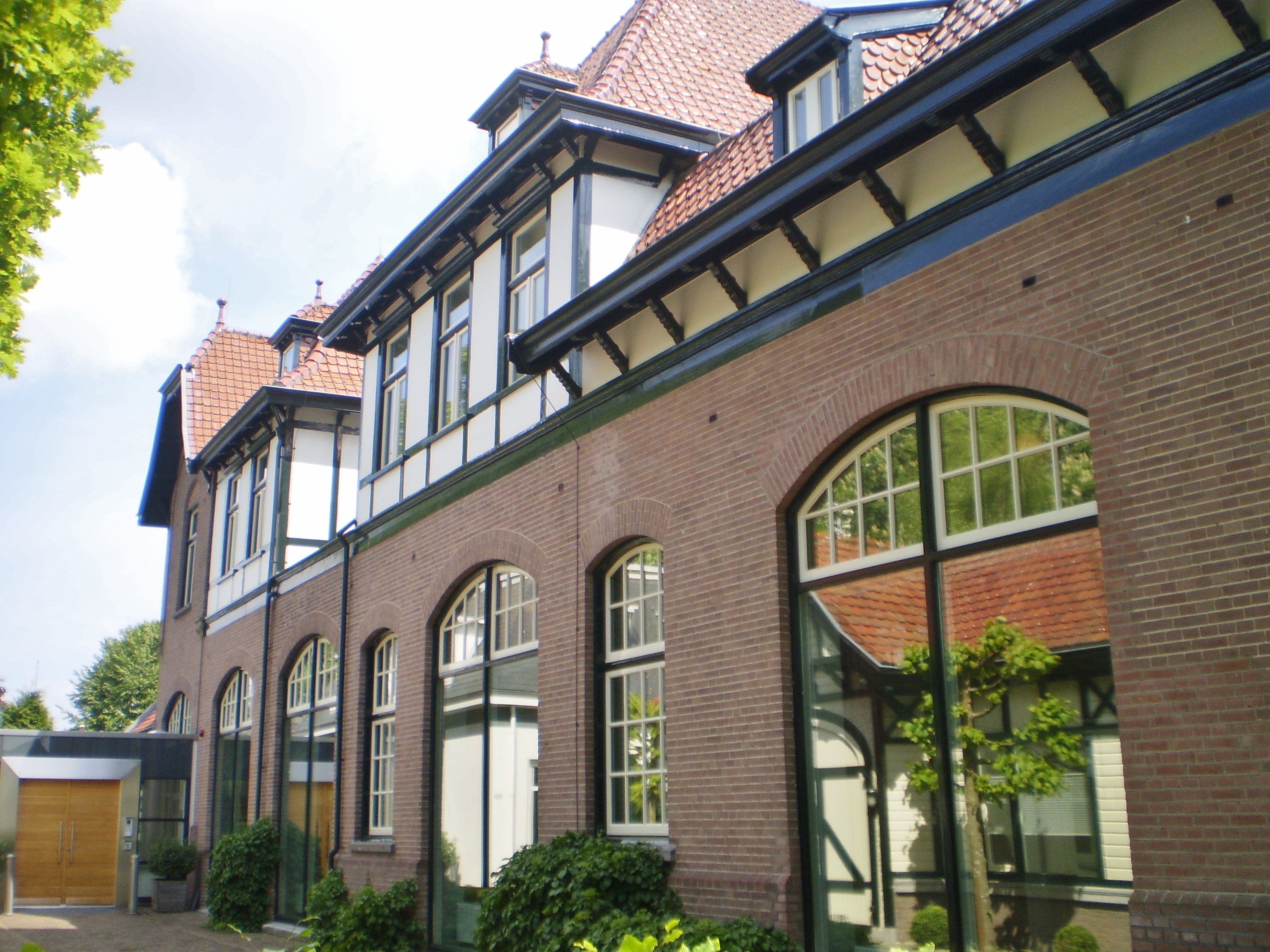
westzijde aan de Javalaan

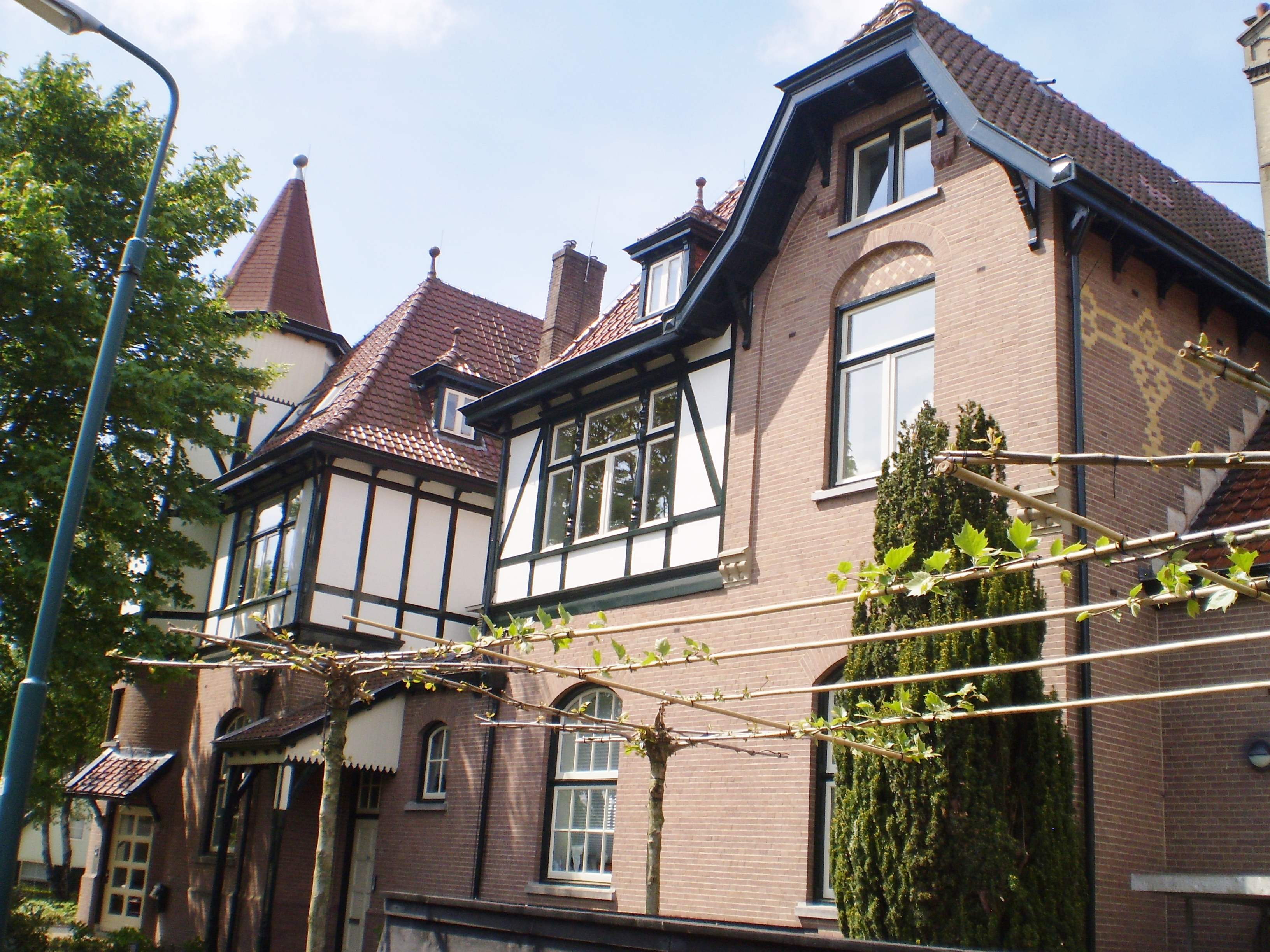
oostzijde aan de Javastraat
met de toren op de achtergrond

Het grote bijgebouw van villa Canton op de hoek van Javalaan 7b/Javastraat 26-28 is een gemeentelijk monument in Baarn in de provincie Utrecht. 
Het bijgebouw van huize Canton werd gebouwd in 1910 als woning, stal en garage. Op de begane grond waren de stal, de 'remise' , tuigkamer, 'waschplaats', garage en werkplaats. De dienstwoningen zijn wit bepleisterd, de hoofdwoning is veel representatiever.
Op de grens van twee aanbouwen staat aan de Javastraat een achtkantige toren van drie bouwlagen. Hierin zijn de toegangen tot de koetsierswoning en de chauffeurswoning opgenomen.

## Javalaan
De Javalaan verbindt de Torenlaan met de Faas Eliaslaan en is genoemd naar de vroegere villa Java op Javalaan 20. De straat bestond al in de achttiende eeuw. De bijna rechte Javalaan heeft aan de oostzijde kleine woningen en aan de westzijde de grootste huizen met grote tuinen. Voor het Villa Peking staan vier bomen die ter gelegenheid van de geboorte van de prinsessen Beatrix, Irene, Margriet en Marijke zijn geplant.

## Javastraat
De Javastraat werd rond 1883 aangelegd langs de tuin van villa Canton. De straat is de verbinding tussen Cantonlaan en Javalaan. Aan de smalle klinkerstraat staan huizen die vroeger bij Canton hoorden.